# Karl von Reitzenstein (General, 1797)
Karl Friedrich Heinrich Theodor Freiherr von Reitzenstein (* 12. November 1797 in Luplow; † 18. Juni 1878 in Görlitz) war ein preußischer Generalleutnant.

## Leben

### Herkunft
Karl entstammt der Linie Haus Unter-Schwarzenstein der uradeligen fränkischen Familie Reitzenstein. Er war ein Sohn des preußischen Majors Georg von Reitzenstein (1768–1821) und dessen Ehefrau Amalie, geborene von Voß (1768–1846).

### Militärkarriere
Reitzenstein stand seit Mitte Juni 1813 zunächst als Sekondeleutnant im Gefolge des Generals Tschernyschow in russischen Diensten. Während der Befreiungskriege wurde er im Gefecht bei Beelitz verwundet und mit dem Orden des Heiligen Georg V. Klasse ausgezeichnet. Nach Kriegsende nahm Reitzenstein Mitte Juli 1816 seinen Abschied und trat am 7. Januar 1817 in die Preußische Armee ein. Er wurde als Sekondeleutnant dem Garde-Dragoner-Regiment aggregiert, Mitte April einrangiert sowie ab 1827 als Regimentsadjutant verwendet. Im gleichen Jahr folgte seine Aufnahme in den Johanniterorden. Im Mai 1828 wurde Reitzenstein zur Dienstleistung bei Generalmajor von Nostitz kommandiert und kurz darauf der Gesandtschaft in Sankt Petersburg detachiert, um am Russisch-Türkischen Krieg teilnehmen zu können. Er beteiligte sich an der Schlacht bei Schumen, erhielt den Orden der Heiligen Anna IV. Klasse und wurde nach seiner Rückkehr in die Heimat durch König Friedrich Wilhelm III. mit dem Orden Pour le Mérite ausgezeichnet.
Mitte April 1830 avancierte Reitzenstein zum Premierleutnant und wurde Ende des Monats Adjutant des Prinzen Albrecht von Preußen. Unter Belassung in dieser Stellung stieg er am 30. März 1832 zum Rittmeister auf und wurde zum Flügeladjutanten des Königs ernannt. Ab dem 30. März 1834 war Reitzenstein als diensttuender Flügeladjutant tätig und erhielt für seine Teilnahme an der Revue von Kalisch den Orden der Heiligen Anna II. Klasse in Brillanten. Anfang Mai 1838 folgte seine Beförderung zum Major. Nach dem Tod des Königs wurde Reitzenstein Mitte September 1840 unter Belassung in seiner Stellung als Flügeladjutant zum Obermarschallamt kommandiert. In dieser Stellung stieg er Ende März 1844 zum Oberstleutnant auf, bis man ihn vom 28. September 1844 bis zum 21. Mai 1845 zum Garde-Kürassier-Regiment kommandierte. Anschließend beauftragte man Reitzenstein mit der Führung des 2. Ulanen-Regiments, ernannte ihn am 13. Januar 1846 zum Regimentskommandeur und beförderte ihn am 27. März 1847 zum Oberst. Am 6. April 1848 nahm er seinen Abschied mit der Uniform der Flügeladjutanten und einer Pension.
Nach seiner Verabschiedung wurde Reitzenstein am 20. Dezember 1856 der Charakter als Generalmajor verliehen, bevor man ihn am 12. November 1861 mit seiner Pension zur Disposition stellte. In den folgenden Jahren erhielt er weitere Ehrungen. Mitte Juni 1871 wurde ihm der Rote Adlerorden I. Klasse mit Eichenlaub, am 21. Februar 1875 der Charakter als Generalleutnant sowie am 18. Januar 1878 anlässlich seiner 50-jährigen Inhaberschaft die Krone zum Orden Pour le Mérite verliehen.

### Familie
Reitzenstein verheiratete sich am 18. April 1833 mit Sophie von Jasmund (1812–1892). Aus der Ehe ging der spätere Bezirkspräsident von Lothringen Friedrich von Reitzenstein (1834–1897) hervor.